# Георги Поцков
Георги Апостолов (Поцков) Димитров е български революционер, деец на Вътрешната македоно-одринска революционна организация.

## Биография
Георги Поцков е роден на 7 април 1883 година в мелнишкото село Враня, тогава в Османската империя. Баща му е деец на българската просветна и църковна борба в Мелнишко. Учи в мелнишката прогимназия, а през 1900 година завършва Сярското българско педагогическо училище, след което учителства в родното си село и в град Валовища. Посветен е във ВМОРО лично от Гоце Делчев по време на нелегалната му обиколка в Мелнишко в 1897 година. Става касиер на околийския комитет. През Илинденско-Преображенското въстание е четник заедно с баща си и чичо си. След потушаването на въстанието е арестуван и две години лежи в Солунския затвор Беяз куле. Делегат е на конгреса на Серския революционен окръг в 1905 година. След Младотурската революция през 1908 годино участва в основаването на Народната федеративна партия (българска секция). В периода 1914 – 1919 година е депутат в XVII обикновено народно събрание от Струмишки окръг с Демократическата партия. Инициатор е за заселването и благоустрояването на Катунци, опожарено през Междусъюзническата война. След Първата световна война се оттегля от революционната дейност.
По въпроса за убийството на Тодор Паница във Виена Иван Михайлов не дава никакви подробности, единствено отбелязва, че за пред съда във Виена са били подготвени да дадат показания неврокопския турчин Шех Сали ефенди и бившите санданисти Гогата Полски, Таско Стоилков и Георги Поцков. От написаното не става ясно дали тези подготвени свидетели са били във Виена или не. „Уместно е да споменем кои бяха лицата, готови да свидетелствуват срещу Паница, които Виенският съд не допусна.“
Георги Поцков умира през 1938 година в София.